# Pseudosquilla ciliata
Pseudosquilla ciliata is een bidsprinkhaankreeftensoort uit de familie van de Pseudosquillidae. De wetenschappelijke naam van de soort is voor het eerst geldig gepubliceerd in 1787 door Fabricius.